# اليرقة بورو
اليرقة بورو (باليابانية: 毛虫のボロ، بالروماجي: Kemushi no Boro) (بالإنجليزية: Boro the Caterpillar)‏ هو فيلم أنمي ياباني قصير من تأليف وإخراج هاياو ميازاكي ومن إنتاج استوديو غيبلي. عرض الفيلم في 21 مارس عام 2018 في متحف غيبلي في ميتاكا، وبلغت مدته 14 دقيقة.

## القصة
تدور القصة عن يرقة فقس مؤخرًا يُدعى بورو وهو يخطو خطواته الأولى في الحياة.

## وصلات خارجية
- اليرقة بورو على موقع متحف غيبلي
- Official program details on Never-Ending Man: Hayao Miyazaki
- اليرقة بورو على موقع IMDb (الإنجليزية)
- اليرقة بورو على موقع ألو سيني (الفرنسية)
- اليرقة بورو على موقع فيلمافينيتي (الإسبانية)
- اليرقة بورو على موقع قاعدة بيانات الفيلم (الإنجليزية)
- اليرقة بورو على موقع ليتربوكسد (الإنجليزية)
- اليرقة بورو على موقع كينوبويسك (الروسية)
- اليرقة بورو على موقع ANN anime (الإنجليزية)